# Choriolaus gracilis
Choriolaus gracilis är en skalbaggsart som först beskrevs av Chemsak och Linsley 1974.  Choriolaus gracilis ingår i släktet Choriolaus och familjen långhorningar.
Artens utbredningsområde är Costa Rica. Inga underarter finns listade i Catalogue of Life.